# Episodi di Outrageous Fortune - Crimini di famiglia (seconda stagione)
La seconda stagione della serie televisiva Outrageous Fortune - Crimini di famiglia è stata trasmessa in anteprima in Nuova Zelanda da TV3 tra il 5 agosto 2006 e il 19 dicembre 2006.
| nº | Titolo originale                        | Titolo italiano | Prima TV Nuova Zelanda | Prima TV Italia |
| -- | --------------------------------------- | --------------- | ---------------------- | --------------- |
| 1  | Thy Name Is Woman                       |                 | 5 agosto 2006          |                 |
| 2  | Think Yourself a Baby                   |                 | 12 agosto 2006         |                 |
| 3  | The Secrets of My Prison House          |                 | 19 agosto 2006         |                 |
| 4  | This Two-Fold Force                     |                 | 26 agosto 2006         |                 |
| 5  | Shall We to the Court?                  |                 | 3 ottobre 2006         |                 |
| 6  | The Affliction of His Love              |                 | 10 ottobre 2006        |                 |
| 7  | All That Fortune, Death and Danger Dare |                 | 17 ottobre 2006        |                 |
| 8  | The Steep and Thorny Way to Heaven      |                 | 24 ottobre 2006        |                 |
| 9  | To Be, or Not to Be                     |                 | 31 ottobre 2006        |                 |
| 10 | The Indifferent Children of the Earth   |                 | 7 novembre 2006        |                 |
| 11 | Get Thee to Bed                         |                 | 14 novembre 2006       |                 |
| 12 | By a Brother's Hand                     |                 | 21 novembre 2006       |                 |
| 13 | An Old Man Is Twice a Child             |                 | 28 novembre 2006       |                 |
| 14 | Fathers, Mothers, Daughters, Sons       |                 | 5 dicembre 2006        |                 |
| 15 | O God!                                  |                 | 12 dicembre 2006       |                 |
| 16 | Now Cracks a Noble Heart                |                 | 19 dicembre 2006       |                 |